# Jamie Lynn Spears
Jamie Lynn Spears, née le 4 avril 1991 à McComb, dans le Mississippi, est une actrice et auteure-compositrice-interprète américaine. 
Principalement reconnue pour être la jeune sœur de la chanteuse Britney Spears, elle s'est fait connaitre en 2005, à l'âge de 14 ans, en jouant le rôle-titre de la série télévisée, Zoé, jusqu'en 2008.
En 2007, elle s'est retrouvée au cœur d'un scandale lorsqu'elle a publiquement annoncé sa grossesse, à seulement 16 ans. À la suite de la naissance de sa fille en 2008, Jamie Lynn Spears a mis sa carrière entre parenthèses. En 2013, elle a fait son retour en se lançant dans la musique, avec un premier single How Could I Want More.
Elle signe son retour en tant qu’actrice en 2020 dans la série À l'ombre des Magnolias, produite par Netflix.

## Biographie

### 1991-2003: son enfance et ses débuts
Née à McComb, dans le Mississippi, Jamie Lynn est la benjamine de Lynne Irene Spears (née Bridges), une écrivaine et ancienne professeure d'école, et de James Parnell "Jamie" Spears, un ancien entrepreneur en bâtiment, ainsi que la jeune sœur de Bryan (né en 1977) et de la chanteuse, Britney (née en 1981). Plus jeune, elle étudiait à l'école chrétienne, Park Lane Academy, de McComb, où elle était pom-pom girl ainsi que membre de l'équipe de basket-ball Parklane Pioneers, dont elle
porte le N°14, avant de poursuivre ses études par correspondance a la rentrée 2006 et d'obtenir son diplôme de fin d'études secondaires en 2008, à tout juste 17 ans.
En février 2002, à l'âge de 10 ans, Jamie Lynn Spears a fait ses débuts en tant qu'actrice en faisant une brève apparition dans le film, Crossroads, dans lequel sa sœur tenait le rôle principal. À la suite de son apparition dans le film, la chaîne Nickelodeon décide de lui donner un rôle récurrent dans la huitième saison de la comédie, All That. Sa prestation dans la série lui a valu de bonnes critiques, cependant, elle n'a pas joué dans la neuvième saison de la série.

### 2004-2008:Zoé
En août 2004, à seulement 13 ans, Jamie Lynn Spears a signé un contrat avec la chaîne Nickelodeon pour jouer le rôle principal d'une nouvelle série en voie de préparation. La série, intitulée Zoé, tourne autour d'une jeune fille prénommée Zoé Brooks, 13 ans, et de ses amis qui intègrent l'école fictive, Pacific Coast Academy (PCA). Pour la série, Jamie Lynn Spears a enregistré le générique, Follow Me, qui a été composé par sa sœur, Britney. Tournée à l'université de Pepperdine à Malibu, la série a été diffusée pour la première fois le 9 janvier 2005, sur Nickelodeon. Grâce à son rôle, Jamie Lynn Spears a remporté un Young Artist Awards, ainsi qu'un Kids' Choice Awards. En 2007, Nickelodeon a annoncé que la quatrième saison serait la dernière. L'épisode final a été diffusé le 2 mai 2008.
En décembre 2007, Variety a déclaré que Jamie Lynn Spears allait jouer dans un épisode de la série Miss Guided - qui a été diffusé le 20 mars 2008. Cette même année, elle a prêté sa voix au personnage, Boucles d'or, dans la trilogie Boucles d'or et les Trois Ours.

### 2008-2013: Maternité et pause
Le 20 décembre 2007, lors d'une interview avec le magazine OK!, Jamie Lynn Spears - alors âgée de 16 ans, a annoncé qu'elle attendait son premier enfant avec son petit ami de l'époque, Casey Aldridge - alors âgé de 18 ans,. Cette annonce crée un scandale et la presse est accusée d'utiliser cette histoire afin de "rendre glamour" les grossesses chez les adolescentes,. Certains jeunes fans de la star ont été déçus de cette dernière, et de la différence entre son image de "fille sage" dans Zoé, et sa grossesse. Le scandale a amplifié lorsque les médias annoncent que Jamie Lynn Spears n'a même pas encore atteint la majorité sexuelle (qui est de 18 ans aux États-Unis), et que Casey Aldridge pourrait être accusé de détournement de mineur,. Plus tard, il a été déclaré que Casey n'avait que deux ans de plus que Jamie Lynn Spears et qu'il ne risquait pas la prison,. Le 4 juin 2008, la famille Spears porte plainte contre Edwin Merrino, un paparazzi, qui harcelait le jeune couple. Edwin Merrino a nié les faits et a été relâché après avoir payé une amende de 1 096 dollars.
À la suite de la naissance de sa fille en juin 2008, Jamie Lynn Spears met sa carrière entre parenthèses et part s'installer, avec Casey et leur fille, à Liberty, dans le Mississippi, afin qu'ils élèvent leur enfant. En 2010, Jamie Lynn Spears met un terme à sa relation avec Casey et part s'installer à Nashville, dans le Tennessee, avec sa fille, afin de lancer sa carrière musicale. Dès lors, elle monte son propre label, Sweet Jamie Music, Inc., et commence à travailler sur son premier album.

### 2013-présent: Carrière musicale
Le 25 novembre 2013, Jamie Lynn Spears revient dans l'industrie musicale avec son premier single, How Could I Want More, qui figure sur son premier album,. Elle participe aussi au huitième album studio de sa sœur, Britney Jean, où elle chante en duo avec celle-ci sur Chillin' With You.
Le 27 mai 2014, elle sort The Journey, un EP qui comporte cinq chansons, dont son premier single How Could I Want More.
En 2023 elle participe à la 1re saison de Special Forces: World’s Toughest Test. Ensuite à la 32e saison de Dancing with the stars. Très vite éliminée, cela lui permet de participer à l'émission britannique tournée dans la jungle australienne, I'm a Celebrity… Get Me Out of Here! UK, pour la 23e saison. Au bout de 11 jours elle abandonne la compétition.

## Vie privée
En juin 2005, à l'âge de 14 ans, Jamie Lynn Spears devient la petite-amie de Casey Allen Aldridge, alors âgé de 16 ans. Le couple annonce la grossesse de l'adolescente mi-décembre 2007, puis leurs fiançailles en mars 2008. Une rumeur émerge alors selon laquelle Jamie Lynn Spears serait enceinte du scénariste controversé Dan Schneider, pour lequel elle a travaillé sur la série Zoey 101. En mai 2008, l’actrice et son fiancé emménagent ensemble à Liberty, dans le Mississippi et, le 19 juin 2008, à tout juste 17 ans, Jamie Lynn Spears donne naissance à leur fille, prénommée Maddie Briann Aldridge,,. En mars 2009, ils décident de rompre leurs fiançailles, mais de rester ensemble,. Ils se séparent cependant, en février 2010. Quelques semaines après leur séparation, Jamie Lynn Spears entame une relation avec l'homme d'affaires James Perkins "Jamie" Watson Jr. - de neuf ans son aîné, mais ils se séparent six mois plus tard, lorsque Jamie Lynn Spears décide de se remettre avec Casey Aldridge. Le jeune couple se sépare définitivement en novembre 2010, soit trois mois seulement après leur réconciliation,.
Depuis novembre 2010, Jamie Lynn Spears partage de nouveau sa vie avec James Perkins Watson Jr. Le couple se fiance en mars 2013,, puis se marie le 14 mars 2014 à La Nouvelle-Orléans. Le 11 avril 2018, Jamie Lynn Spears donne naissance à leur fille, prénommée Ivey Joan Watson.

## Filmographie

### Films
- 2002 : Crossroads : Lucy Wagner, plus jeune (role titre occupé par Britney Spears )
- 2008 : Boucles d'or et les Trois Ours (film d'animation) : Boucles d'or (voix seulement)
- 2023 :  Zoé: Le Mariage (Zoey 102) : Zoe Brooks

### Télévision
- 2002-2004 : All That (saisons 8 et 9)
- 2005-2008 : Zoé : Zoé Brooks
- 2005 : Britney and Kevin: Chaotic : Elle-même
- 2008 : Miss Guided : Mandy Ferner (saison 1, épisode 2)
- 2020 : À l'ombre des Magnolias (Sweet Magnolias) : Noreen Fitzgibbons

## Distinctions

### Nominations
- 2004 : Kids' Choice Awards de l'actrice TV préférée dans une série télévisée comique pour All That (2002-2004).
- 2005 : Young Artist Awards de la meilleure distribution dans une série télévisée comique pour All That (2002-2004) partagée avec Chelsea Brummet, Ryan Coleman, Lisa Foiles, Christina Kirkman, Shane Lyons, Giovonnie Samuels, Jack DeSena et Kyle Sullivan.
- 2005 : Teen Choice Awards de la meilleure révélation féminine dans une série télévisée comique pour Zoé (2005-2008).
- 20e cérémonie des Kids' Choice Awards 2007 : Actrice TV préférée dans une série télévisée comique pour Zoé (2005-2008).
- 2007 : Young Artist Awards de la meilleure performance pour une jeune actrice principale dans une série télévisée comique pour Zoé (2005-2008).
- 21e cérémonie des Kids' Choice Awards 2008 : Actrice TV préférée dans une série télévisée comique pour Zoé (2005-2008).
- 2008 : Young Artist Awards de la meilleure performance pour une jeune actrice principale dans une série télévisée comique pour Zoé (2005-2008).
- 2008 : Young Artist Awards de la meilleure distribution dans une série télévisée comique pour Zoé (2005-2008) partagée avec Paul Butcher, Sean Flynn, Victoria Justice, Christopher Massey, Erin Sanders et Matthew Underwood.

## Discographie

### Albums
- 2014 : The Journey

1. Shotgun Wedding
2. Run
3. How Could I Want More
4. Mandolin Summer Sun
5. Big Bad World

### Singles
| Année | Titre                 |
| ----- | --------------------- |
| 2013  | How Could I Want More |

### Clips
| Année | Titre                 | Réalisateur       |
| ----- | --------------------- | ----------------- |
| 2013  | How Could I Want More | Matthew Underwood |

### Autres chansons
| Année | Titre                                                    | Album                                  |
| ----- | -------------------------------------------------------- | -------------------------------------- |
| 2002  | (Hey Now) Girls Just Want to Have Fun feat. Triple Image | Celebrate                              |
| 2005  | Follow Me                                                | B.O. de Zoé                            |
| 2008  | We Are Family                                            | B.O. de Boucles d'or et les Trois Ours |
| 2013  | Chillin' With You feat. Britney Spears                   | Britney Jean                           |